# Deux Combattants
Pour plus de détails, voir Fiche technique et Distribution.
Deux Combattants (russe : Два бойца, Dva boïtsa) ou Deux Camarades est un film de guerre soviétique réalisé par Leonid Loukov en 1943, d'après la nouvelle de Lev Slavine Mes compatriotes (Мои земляки).

## Synopsis
Le film traite de l’amitié entre deux soldats, Arkady Dzioubine, joyeux gars originaire d’Odessa (interprété par Mark Bernes) et Sacha Svintsov, dit « Sacha d’Ouralmash », un gars de l’Oural, joué par Boris Andreïev. Le film exprime, avec un grand réalisme, la vie au front. Il est devenu une référence du genre, et a joui d’un immense succès durant plusieurs décennies.

## Fiche technique
- Titre : Deux camarades
- Titre original : Два бойца, Dva boytsa
- Réalisation : Leonid Loukov
- Scénario : Evgueni Gabrilovitch
- Photographie : Aleksandr Gintsburg
- Direction artistique : Vladimir Kaplounovski (ru)
- Musique : Nikita Bogoslovski
- Son : Arnold Chargorodski (ru)
- Format : Noir et blanc - 1,37:1 - 35mm
- Production : Uzbekfilm
- Durée : 80 minutes
- Langue : russe
- Dates de sortie : 
  - URSS : 6 octobre 1943
  - France : 10 janvier 1947

## Distribution
- Mark Bernes : Arkadi Dzioubine
- Boris Andreïev : Sacha Svintsov
- Vera Cherchneva (ru) : Tassia
- Lavrenti Massokha : Okoulita
- Ivan Kouznetsov : Galanine
- Ianina Jeïmo : infirmière
- Maksim Schtrauch : professeur
- Emmanouil Geller : matelot
- Stepan Krylov : Major Roudoï
- Andreï Sova : artilleur
- Alekseï Popov : épisode
- Afanassi Belov (ru) : épisode
- Liza Nesterova : fille

## Commentaires
- Deux Combattants a été tourné à Tachkent où l'industrie cinématographique soviétique avait été évacuée, au plus fort de la Grande guerre patriotique .

- Le film comporte deux des chansons les plus connues de Nikita Bogoslovski, Sombre Nuit et Des chalands pleins de mulets, sur des paroles de Vladimir Agatov (ru). Toutes deux ont été interprétées par Mark Bernes. Son interprétation chaleureuse et sincère de Sombre Nuit a gagné la sympathie des millions de Soviétiques et a donné à Bernes une réputation durable[1].

### Crédit d'auteurs
- (en) Cet article est partiellement ou en totalité issu de l’article de Wikipédia en anglais intitulé « Two Soldiers (1943 film) » (voir la liste des auteurs).

- (ru) Cet article est partiellement ou en totalité issu de l’article de Wikipédia en russe intitulé « Два бойца » (voir la liste des auteurs).